# تدخين سلسلي

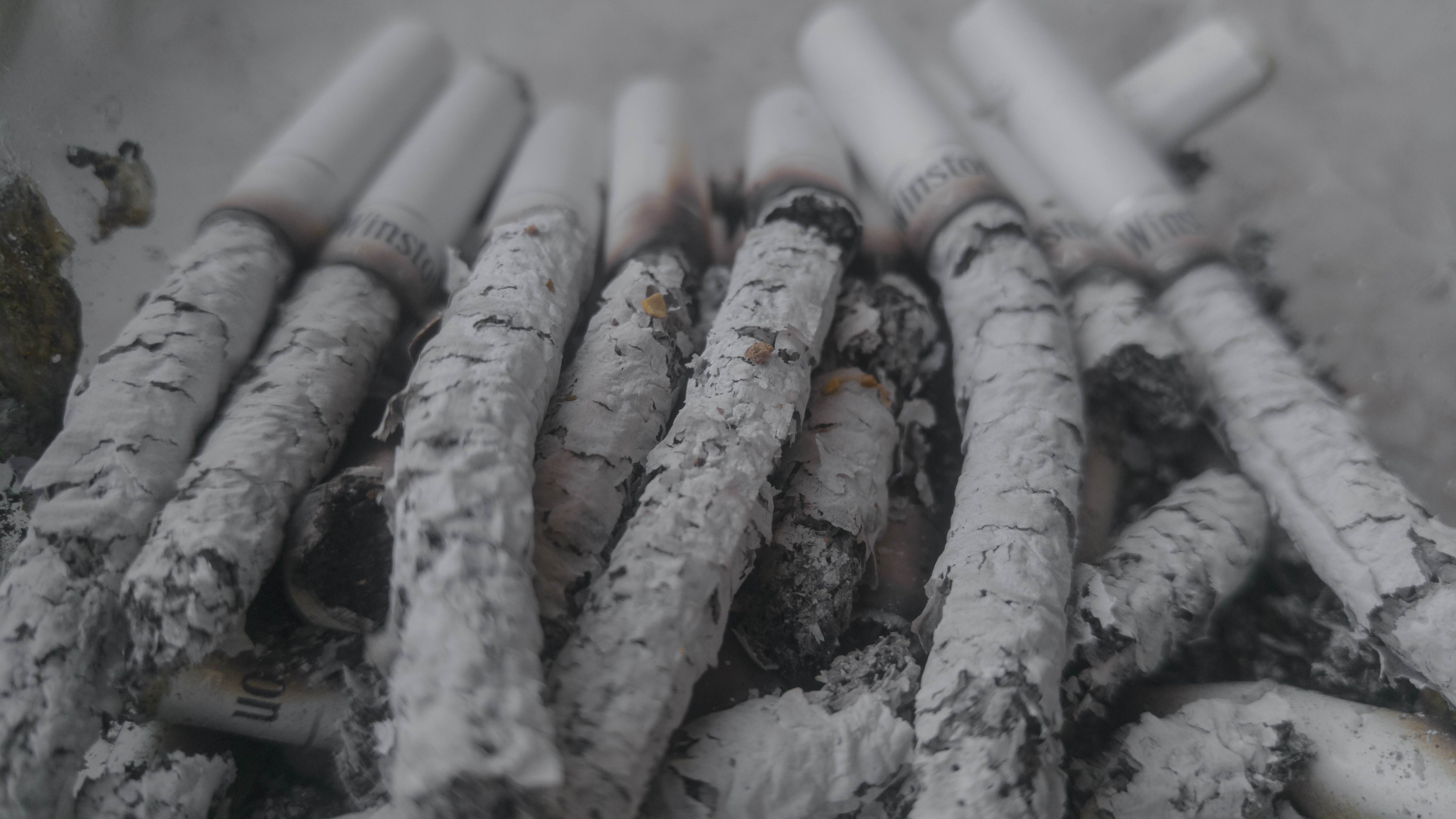
التدخين المتواصل

التدخين السِّلْسِليّ أو المتواصل هو القيام بتدخين عدة سجائر على التتابع دون توقف، أحيانا باستخدام جمرة السجارة الأخيرة لاشعال السيجارة التالية.
المدخن السلسلي هو الشخص الذي يدخن دون توقف.